# أوتو ناغل (سياسي)
أوتو ناغل (و. 1894 – 1967 م) هو سياسي، ورسام من ألمانيا الشرقية، كان عضوًا في الحزب الديمقراطي الاجتماعي الألماني، توفي عن عمر يناهز 73 عاماً.

## مناصب
تولى منصب عضو في مجلس الشعب ‏
.

## جوائز
حصل على جوائز منها:
- جائزة غوته لبرلين  [لغات أخرى]‏ (1957)
- مواطن فخري في برلين
- الجائزة الوطنية لجمهورية ألمانيا الديمقراطية
- وسام الاستحقاق الوطني الذهبي
- وسام كارل فون أوسيتزكي  [لغات أخرى]‏

## روابط خارجية
- أوتو ناغل على موقع مونزينجر (الألمانية)
- أوتو ناغل على موقع ديسكوغز (الإنجليزية)